# Замок с привидениями (Six Flags Great Adventure)
«Замок с привидениями» был одним из аттракционов в парке развлечений Six Flags Great Adventure, расположенном в городе Джексон, штат Нью-Джерси. Оригинальный дом с привидениями был построен до осенней толкучки в 1978 году, чтобы повысить посещаемость, а также в качестве теста для постройки нового аттракциона в следующем году. Хотя изначально задумывалось, что замок будет открыт исключительно ночью, его популярность вынудила руководство держать аттракцион открытым вплоть до закрытия парка. В конце 1978 года аттракцион разобрали и отправили в Six Flags Over Mid America, где он работал с 1979 по 1982 год. Старый фасад был снесён, а вместо него был построен ботанический сад. Фасад в средневековом стиле был построен для замка с привидениями на месте Alpen Blitz напротив музыкального экспресса.
11 мая 1984 года произошёл пожар, который уничтожил аттракцион, а также убил восьмерых подростков. Six Flags и её дочерняя компания Six Flags Great были обвинены в непредумышленном убийстве и гибели людей из-за недостаточных мер предосторожности. В ходе судебного разбирательства было выяснено, что предупреждения консультантов касательно установки спринклеров и пожарной сигнализации были проигнорированы. Обвиняемые отрицали свою вину, ссылаясь на то, что даже меры предосторожности не помогли бы. Суд присяжных признал подсудимых невиновными.

## Эксплуатация
По задумке, «Замок с привидениями» должен был развлекать проходящих через него посетителей, пугая их. Внешнее оформление включало в себя пластмассовых чудовищ, черепа и другие элементы для создания пугающей атмосферы. Ложные башни на фасаде производили для одноэтажного сооружения впечатление большей высоты, что подчёркивало вид неприветливого средневекового замка. Пройдя по подъёмному мосту через окружающий ров, посетители попадали в замок, и далее продвигались по извилистым тёмным коридорам аттракциона общей протяжённостью около 450 футов (140 м). Периодически их пугали выпрыгивающие из укрытий актёры в образе мумий, вампиров или других существ. Был задействован различный реквизит, в том числе гробы, страшного вида манекены, свисающая паутина и скелеты. В нишах вдоль маршрута проводились инсценировки с персонажами (в исполнении актёров) и событиями из фильмов, страшилок и историй о призраках. Часто используемыми персонажами были Граф Дракула, монстр Франкенштейна, Человек-волк и Лиззи Борден. Представления дополнялись стробоскопическим освещением и жуткими звуками.
«Замок с привидениями» состоял из двух симметрично расположенных групп по восемь полуприцепов. В середине был помещён прицеп с раздевалками для актёров и комнатой управления светом, звуками и другими эффектами. При небольшом потоке посетителей использовалась только одна сторона аттракциона. В наиболее же загруженные периоды открывались обе стороны, что давало возможность воспользоваться аттракционом тысячам гостей. Гости входили в замок через типичные указатели, используемые в парке развлечений, которые вели к воротам. Оттуда гости переходили через разводной мост, после чего швейцар направлял их ко входу уже в сам аттракцион. В часы пик швейцар должен был чередовать стороны, чтобы сохранить разрыв между группами для большего эффекта и для того, чтобы не дать идущим первыми предупредить следующих за ними о предстоящих неожиданностях.

## Конструкция и история
На момент открытия в 1978 году аттракцион «Дом с привидениями» был построен из четырёх алюминиевых полуприцепов. Предполагалось, что он станет пробной версией более основательного сооружения, которое должно было быть смонтировано на следующий год. Прицепы с предустановленными декорациями были предоставлены компанией Джорджа Маханы Toms River Haunted House Company. Арендатор отвечал за строительство фасада, изображающего дом с привидениями. В парке был построен деревянный фасад, напоминающий белый двухэтажный дом с тёмно-зелёными черепицей и ставнями, обнесённый забором из кованого железа с воротами; оформление дополняли гипсовые клумбы. Указатели для очередей остались от предыдущего аттракциона Alpine Blitz. Чтобы помочь создать правильное настроение, через внешние динамики транслировалась жуткая музыка.
Снаружи аттракциона «Дом с привидениями» находился привратник, другой служащий непосредственно принимал посетителей, в то время как три или четыре актёра, исполняющих роли чудовищ, находились на заданных местах для изображения определённых сцен или бродили по территории, пугая группы посетителей. На роли вампиров или серийных убийц в «Доме с привидениями» привлекались клоуны и уличные артисты из других частей парка.
В конце сезона 1978 года производитель забрал прицепы и отправил их в Six Flags Over Mid-America (теперь известный как Six Flags St. Louis) в Эврике, штат Миссури. Там они были собраны и работали с 1979 по 1982 год. Площадка в Джексоне была освобождена для ботанических садов.
Руководство Great Adventure не ожидало успеха аттракциона и не обращало на него особого внимания. Несмотря на это, «Замок с привидениями» стал крупнейшей достопримечательностью в истории парка. В часы максимальной посещаемости использовались обе стороны аттракциона, и в течение дня через него проходили тысячи человек. Первоначально планировалось, что аттракцион будет сезонным, и в конце каждого сезона трейлеры предполагалось разбирать и отправлять обратно. Но из-за неожиданного успеха было решено добавить его в список постоянных развлечений, продлив договор аренды.

## Пожар 1984 года
В аттракционе начался пожар в 6:35 11 мая 1984 г. Раздутый кондиционерами здания, он быстро распространился в связи с использованием легковоспламеняющихся строительных материалов. На тот момент в аттракционе находилось около 29 посетителей. Четырнадцати, включая четырёх служащих парка, удалось его покинуть. Семь выживших пострадали от удушья и попали в больницу. Среди погибших было восемь подростков из девяти вошедших вместе. Выживший из группы был доставлен в безопасное место сотрудником парка.
Одна из свидетелей, чья группа вошла через несколько минут после того, как группа стала жертвой, позже рассказала, что видела пламя, выбивающееся из-за изображения Квазимодо. Сначала она подумала, что это было частью шоу, но, почувствовав запах дыма, поняла, что пламя было настоящим. Её группа кричала «Огонь!» и побежала обратно ко входу, наталкиваясь на стены.
На возгорание отреагировали пожарные из одиннадцати ближайших бригад; огонь был взятопод контроль к 19:45. Парк оставался открытым в течение этого времени, но вскоре был закрыт. О том, что погибли люди, не было известно до вечера того дня, когда тела восьми подростков были обнаружены в одном из трейлеров. Они были сожжены до неузнаваемости и первоначально считались манекенами. Было установлено, что причиной смерти всех погибших является вдыхание дыма и отравление угарным газом. Чтобы помочь персоналу скорой помощи различить жертв и обугленные манекены, использовались белые мешки для тел.
Только одна сторона структуры, использующая 9 из 17 трейлеров, была занята во время пожара. Согласно показаниям пожарного инспектора из посёлка Джексон во время последующего уголовного процесса, он никогда не осматривал замок. На основании того, что прицепы были установлены на колёсной базе, тауншип считал замок «временной постройкой», даже когда тот находился в парке уже в течение пяти лет. Несмотря на неоднократные рекомендации консультантов парка по безопасности, отсутствовали разрешение на строительство замка, свидетельство о заселении, детекторы огня и дыма, разбрызгиватели.